# Halictus transiens
Halictus transiens är en biart som beskrevs av Cameron 1905. Halictus transiens ingår i släktet bandbin, och familjen vägbin. Inga underarter finns listade i Catalogue of Life.